# The Collection (album Amandy Lear)
The Collection – kompilacja francuskiej piosenkarki Amandy Lear wydana w 1991 roku.

## Ogólne informacje
Płyta była częścią serii sygnowanej nazwą The Collection koncernu BMG, w ramach której na początku lat 90. ukazywały się kompilacje różnych artystów. Album zawierał wyłącznie utwory z płyt I Am a Photograph i Sweet Revenge.
W 1998 roku składanka została wydana na nowo, w innej szacie graficznej i wzbogacona o nowe utwory. Piosenka „Gold” nie występuje na tej edycji w oryginalnej wersji, ale w remiksie z 1989 roku, którego autorem jest niemiecki DJ Ian Levine.

## Lista utworów
| 1. „Follow Me” 2. „Mother, Look What They've Done to Me” 3. „Run Baby Run” 4. „Comics” 5. „Hollywood Flashback” 6. „I Am a Photograph” 7. „Blood and Honey” 8. „These Boots Are Made for Walkin'” 9. „Pretty Boys” 10. „Queen of Chinatown” 11. „Blue Tango” | 1. „Follow Me” 2. „These Boots Are Made for Walkin'” 3. „Hollywood Flashback” 4. „I Am a Photograph” 5. „Queen of Chinatown” 6. „Blood and Honey” 7. „Pretty Boys” 8. „Blue Tango” 9. „The Stud” 10. „Alphabet (Prelude in C by J. S. Bach)” 11. „Enigma (Give a Bit of Mmh to Me)” 12. „Comics” 13. „Gold” 14. „Run Baby Run” 15. „Mother, Look What They've Done to Me” 16. „Follow Me (Reprise)” |